# Théâtre Teresa-Carreño
Pour les articles homonymes, voir Teresa Carreño et Carreño (homonymie).

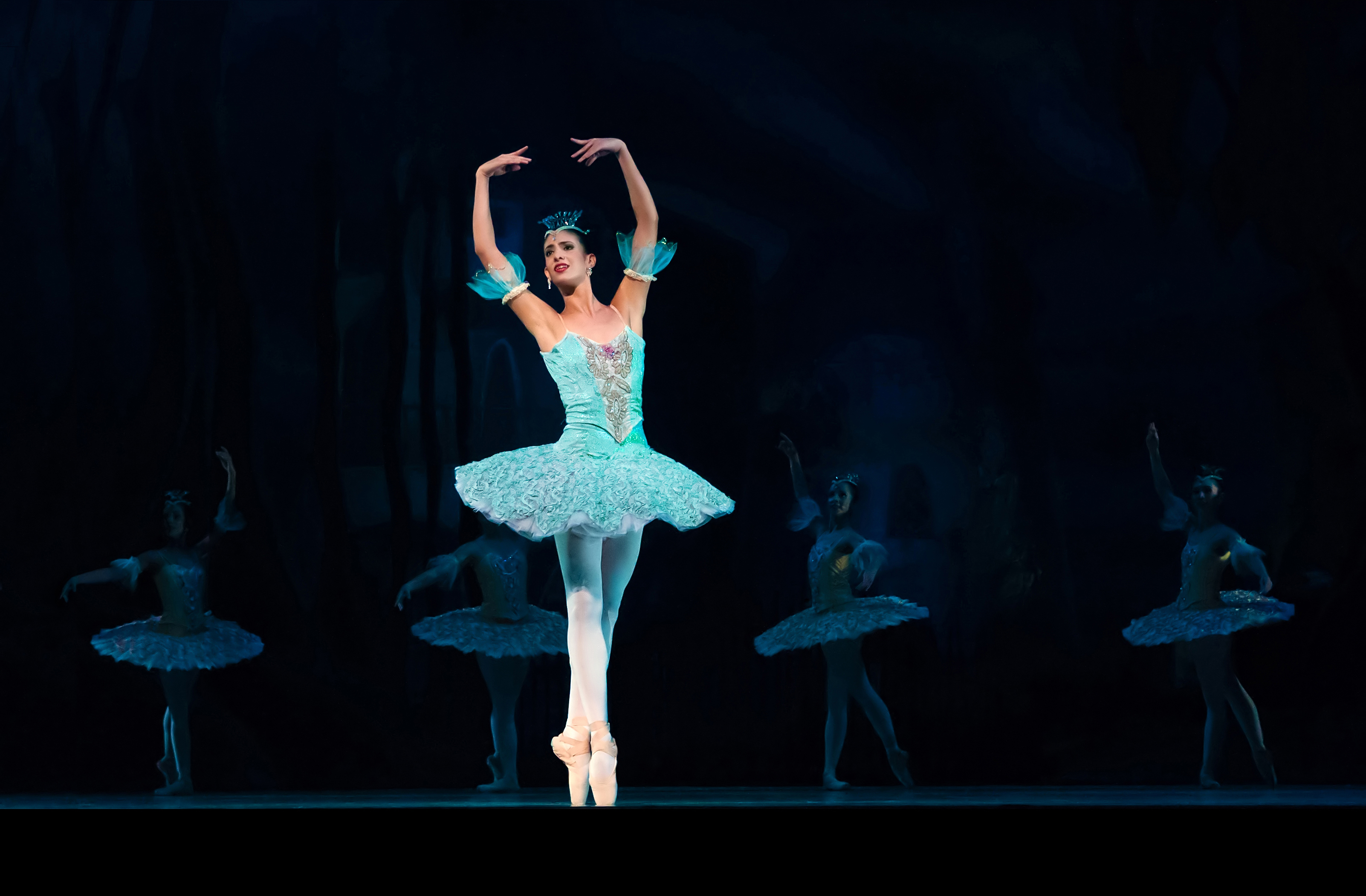
Don Quichote, présenté dans ce théâtre.

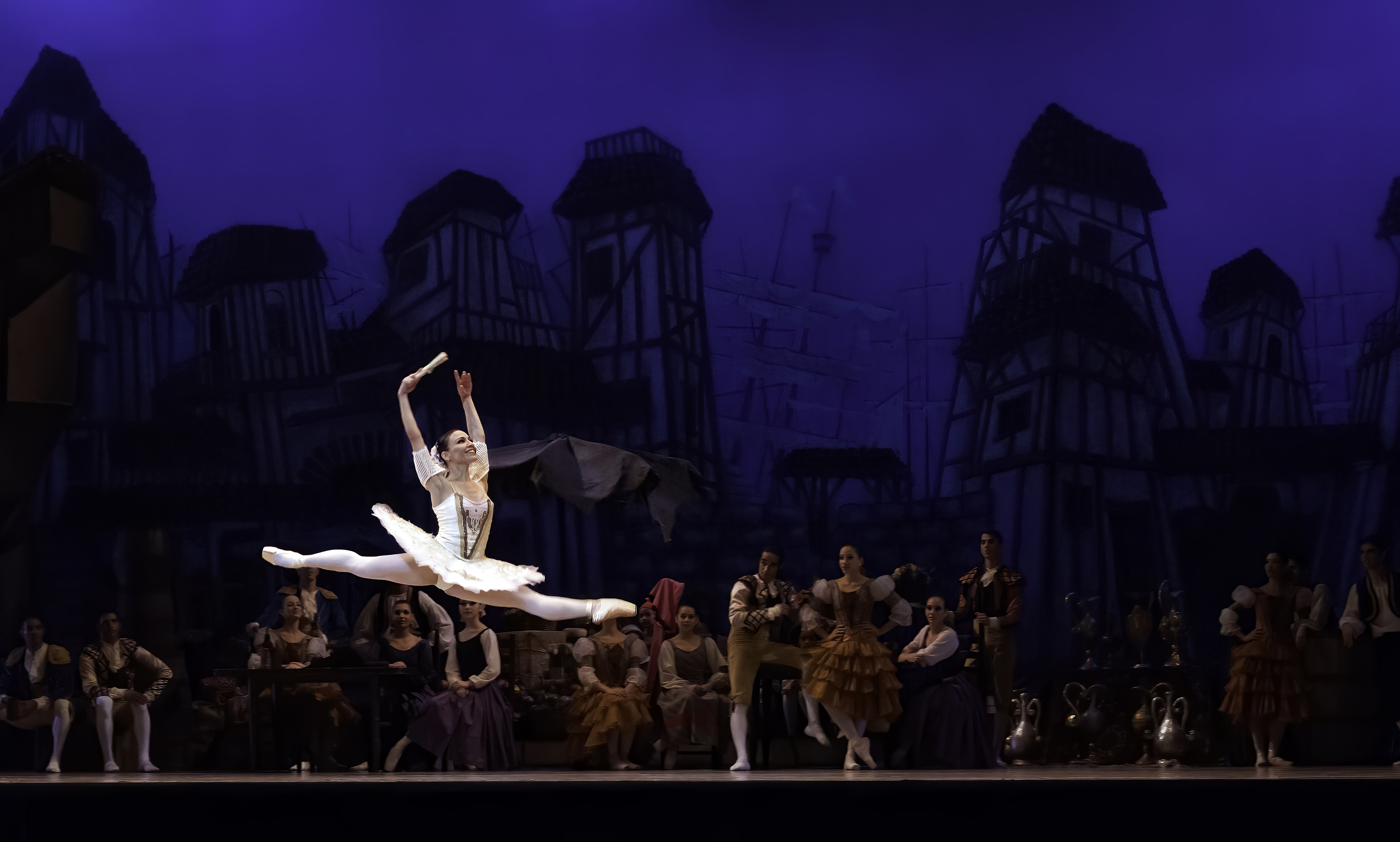
À nouveau Don Quijote, même théâtre.

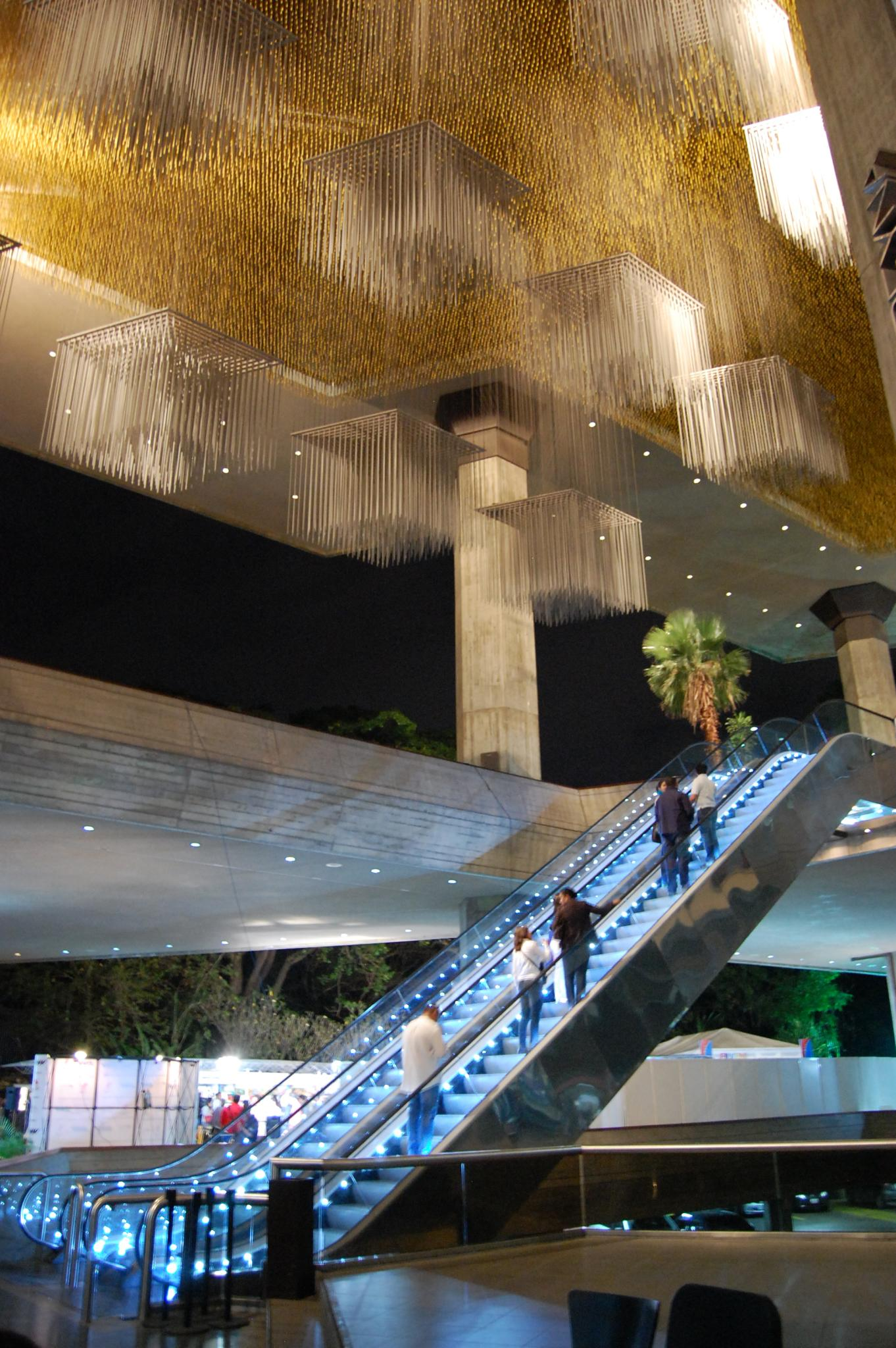

Le Théâtre Teresa-Carreño est un des plus grands théâtres de Caracas (Venezuela). Des pièces de théâtre, des opéras, des ballets et même des concerts symphoniques ou populaires y sont régulièrement présentés. Il est situé dans le quartier culturel de la ville et est principalement divisé en deux salles : la salle José Félix Ribas et la salle Ríos Reyna. Sa superficie est de 22 000 mètres carrés. Construit dans les années 1970 et imaginé par les architectes Prises Lugo, Jesus Sandoval et Dietrich Kunckel, le théâtre fut inauguré en plusieurs temps entre 1976 et 1983. Il tient son nom de la pianiste Teresa Carreño. Outre de nombreuses compagnies musicales et théâtrales nationales, le théâtre Teresa Carreño abrite une annexe de la cinémathèque nationale.
Dans les différents couloirs de ce théâtre on peut notamment apercevoir des œuvres sculpturales de Jesús-Rafael Soto et Harry Abend (en).